# Pravoberežnyj rajon
Il Pravoberežnyj rajon (in russo Правобережный район?) è uno degli otto rajony nei quali è divisa l'Ossezia Settentrionale-Alania; ha come capoluogo Beslan. Istituito nel 1950, occupa una superficie di 441,29 chilometri quadrati e sono stati censiti al 2010 57.052 abitanti.